# Egyiptomi Szultánság
Az Egyiptomi Szultánság egy 1914 és 1922 között fennálló brit protektorátus volt a mai Egyiptom, Szudán és Dél-Szudán területén.

## Történelme
1914-ben Egyiptom jogilag az Oszmán Birodalomhoz tartozott, bár területén 1882 óta brit csapatok állomásoztak, és az alkirály (khedive) vezette adminisztráció mellett utóbbiak gyakorolták a tényleges hatalmat. 1914. november 4-én a britek annak távollétében megdöntötték a központi hatalmakkal rokonszenvező alkirály, II. Abbász Hilmi uralmát, és nagybátyját, Huszajn Kámilt tették trónra, aki december 19-én szultáni címet vett fel. Egyiptomot a britek protektorátussá nyilvánították, egyúttal megszüntetve az oszmánok névleges fennhatóságát felette.
1915 januárjában az oszmán hadsereg 80 000 katonával indult el visszafoglalni Egyiptomot. A támadást februárban visszaverték, és a szultánság területét nem fenyegette veszély az első világháborúban. A Sínai-félszigetről 1917-re verték ki az oszmán erőket. A harcokban az egyiptomi lakosság munkaszolgálatosként és tevés szállítóalakulatok személyzeteként vett részt, a fegyveres összecsapásokban brit birodalmi erők vettek részt. A háború végeztével kiújultak a nacionalista, függetlenségi törekvések, amelyek azon kérdés körül csúcsosodtak ki, hogy Egyiptom delegációt (vafd) küldhessen a versailles-i békekonferenciára. A delegáció létre is jött Szaad Zaglúl pasa vezetésével 1918 novemberében, ám a britek nem engedélyezték a kiutazását és 1919 márciusában letartóztatták Zaglúlt és néhány társát, akiket Máltára deportáltak. Az eset következtében országos tüntetés- és sztrájksorozat kezdődött (ld. 1919-es egyiptomi forradalom), amely jelentős ember- és anyagi áldozatot követelt.
Mivel a feszültségek nem múltak, 1919 decemberében vizsgálóbizottság érkezett a térségbe, amely 1921-ben elkészített jelentésében javasolta a protektorátus felszámolását. 1922. február 28-án a brit kormányzat kiadta az „egyiptomi nyilatkozatot”, amely független állammá nyilvánította Egyiptomot, bár kül- és hadügyei felett továbbra is uralmat gyakorolt. 1922. március 15-én Fuád szultánt királlyá koronázták és kikiáltották a független Egyiptomi Királyságot.

## Fordítás
- Ez a szócikk részben vagy egészben  a   Sultanat Ägypten című német Wikipédia-szócikk fordításán alapul.  Az eredeti cikk szerkesztőit annak laptörténete sorolja fel. Ez a jelzés csupán a megfogalmazás eredetét és a szerzői jogokat jelzi, nem szolgál a cikkben szereplő információk forrásmegjelöléseként.